# Sonchus asper
Laiteron piquant
Espèce
Sonchus asper, le Laiteron piquant ou Laiteron rude, est une espèce de plantes à fleurs de la famille des Astéracées. Il est assez proche du Sonchus oleraceus (le laiteron maraîcher), qui contrairement au Sonchus asper, ne possède pas de feuille embrassant la tige par deux oreillettes larges, spiraloïdes.
C’est une espèce ayant une très large distribution. Si à sa distribution d’origine, on rajoute les régions où elle a été introduite et où elle s’est naturalisée, elle est quasi-cosmopolite. Elle colonise les milieux anthropisés tels que les champs cultivés, les friches, les jardins et même les trottoirs de Paris.

## Nomenclature et étymologie
L’espèce a d’abord été décrite et nommée Sonchus oleraceus var. asper par Linné en 1753 dans Species Plantarum 2: 794. En 1769, le botaniste John Hill le renomme Sonchus asper dans Herbarium Britannicum 1: 47.
Le nom de genre Sonchus est un emprunt au latin, lui-même emprunté au grec σογχος, sogchos « laiteron ». Le naturaliste Théophraste (-371, -288) et le pharmacologue Dioscoride (+25, +90) ont décrit deux σογχος, l’un plus piquant que l’autre, ce qui laisse supposer que c’étaient Sonchus asper et Sonchus oleraceus. L’encyclopédiste latin du Ier siècle Pline l’Ancien les décrit aussi sous le nom de soncos (HN, XXII, 88).
L’épithète spécifique asper est un mot latin signifiant « sévère, rude ».

## Synonymes
Selon Tropicos, les synonymes sont:
- Sonchus asper (L.) Vill
- Sonchus carolinianus Walter
- Sonchus gigas subsp. medius Boulos
- Sonchus oleraceus var. asper L.
- Sonchus spinosus Lam.

## Liste des sous-espèces
Selon NCBI (19 déc. 2012) :
- sous-espèce Sonchus asper subsp. asper
- sous-espèce Sonchus asper subsp. glaucescens

## Description
Sonchus asper  est une plante herbacée annuelle, avec une tige creuse, peu ramifiée, de 20 à 80 cm de haut, voire 150 cm glauque, glabre au moins dans ses parties végétatives, à racine principale développée.
Les feuilles inférieures sont en rosette, de teinte vert clair.
Au-dessus, les feuilles sont alternes, extrêmement variables, oblongues, sinuées-dentées, pennatifides ou souvent indivises et lancéolées, les caulinaires plus fortement spinuleuses, les médianes embrassant la tige par deux oreillettes larges, arrondies, contournées. Les bords sont généralement dentés densément épineux
Les capitules sont sous-tendus par une involucre avec des phyllaires (bractées) généralement stipités-glandulaires. Les fleurs sont toutes ligulées, avec des ligules plus courtes que le tube, de couleur blanc-jaunâtre à jaune citron, plus rarement jaune d’or.
Le fruit est un akène à côtes longitudinales ; les akènes périphériques mûrs, sont bordés d’une large marge plate rappelant une aile, à côtes lisses ou faiblement striées transversalement. L’aigrette est blanche, sessile, environ deux fois plus courte que l’akène.
La floraison s’étale de mars à septembre.
Confusion possible: l’espèce peut éventuellement se confondre avec Sonchus oleraceus L. dont les feuilles sont découpées, peu épineuses, glabres et embrassent la tige par deux oreillettes peu ou pas enroulées.

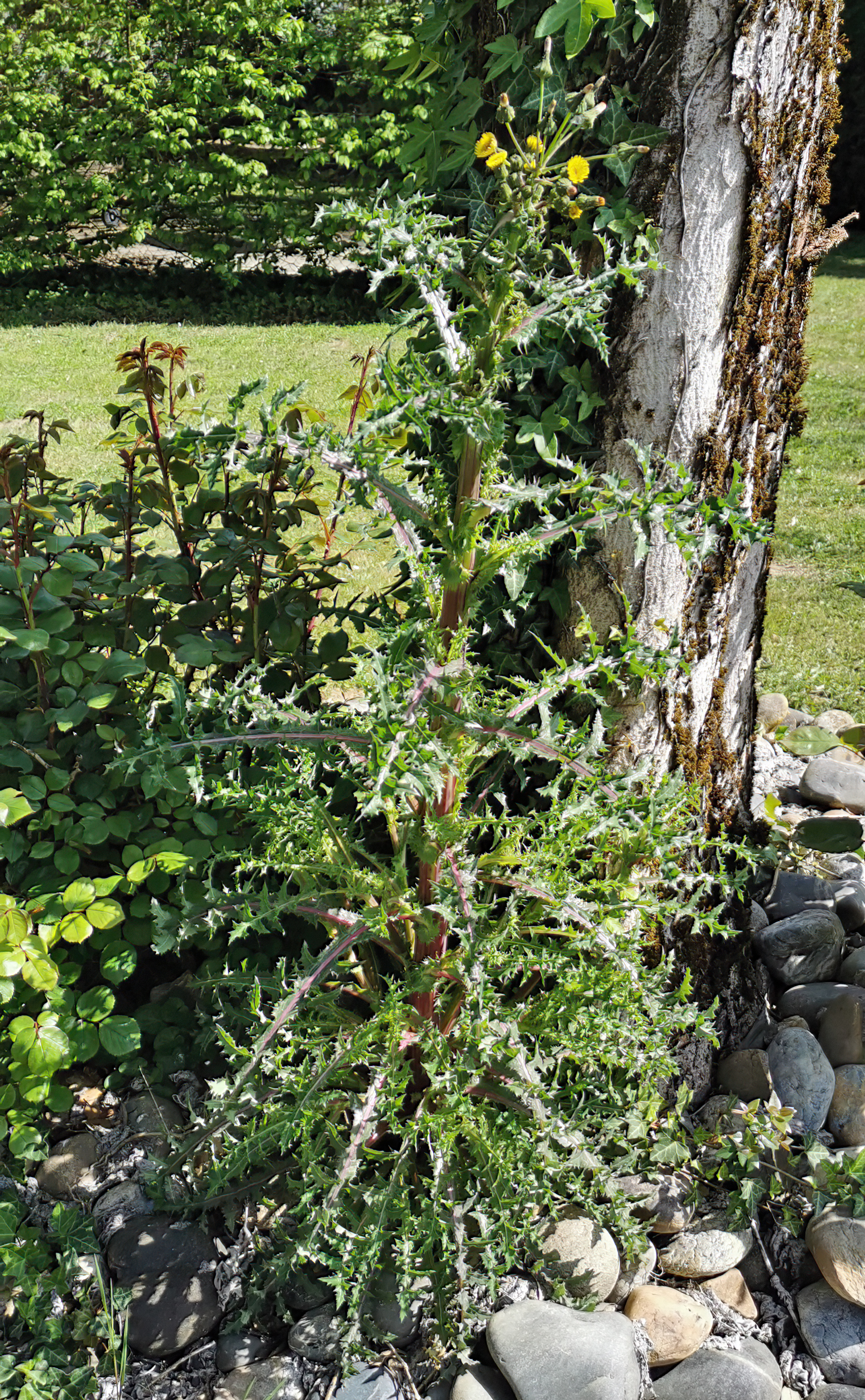
Port.
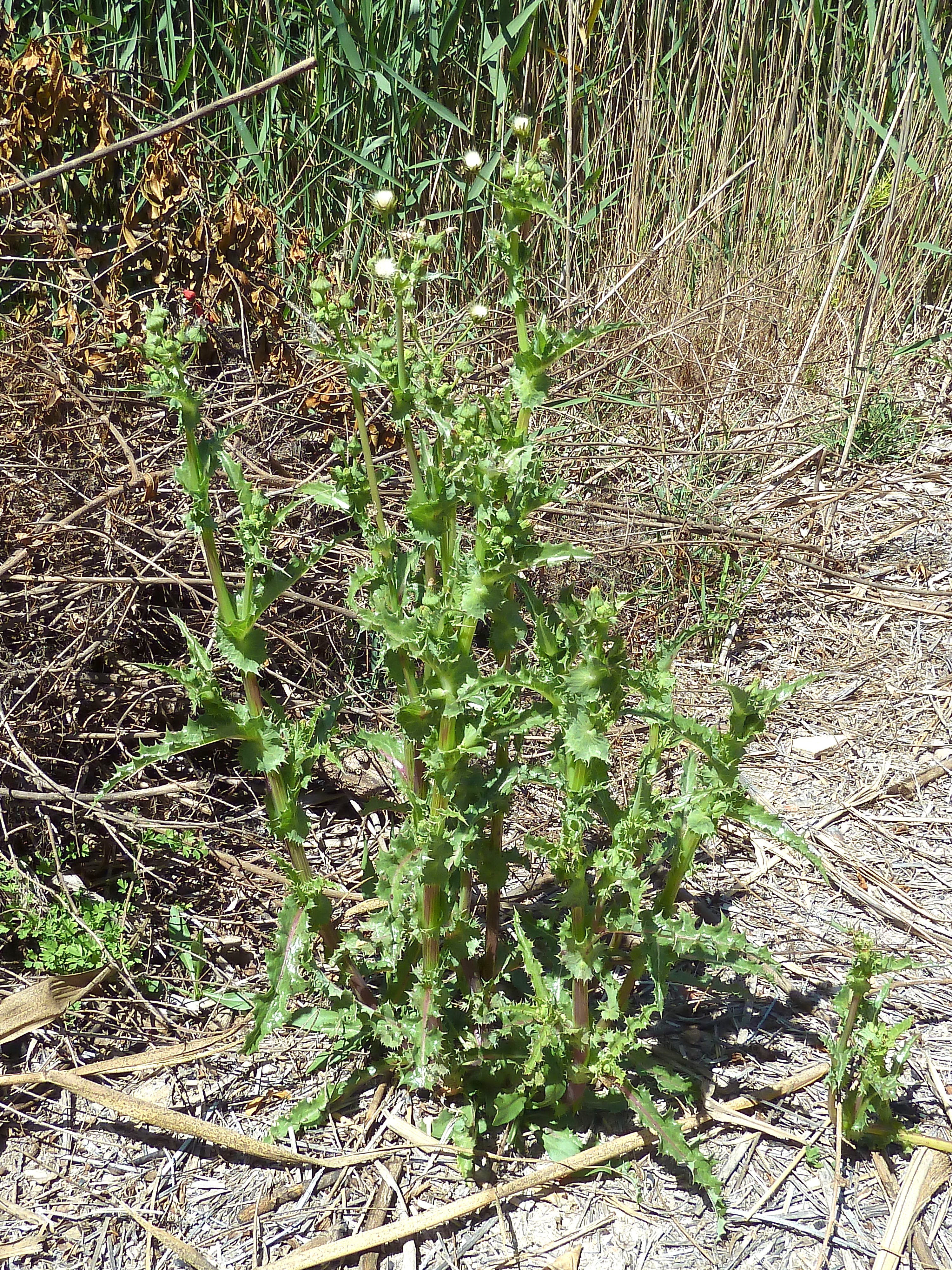
Port.
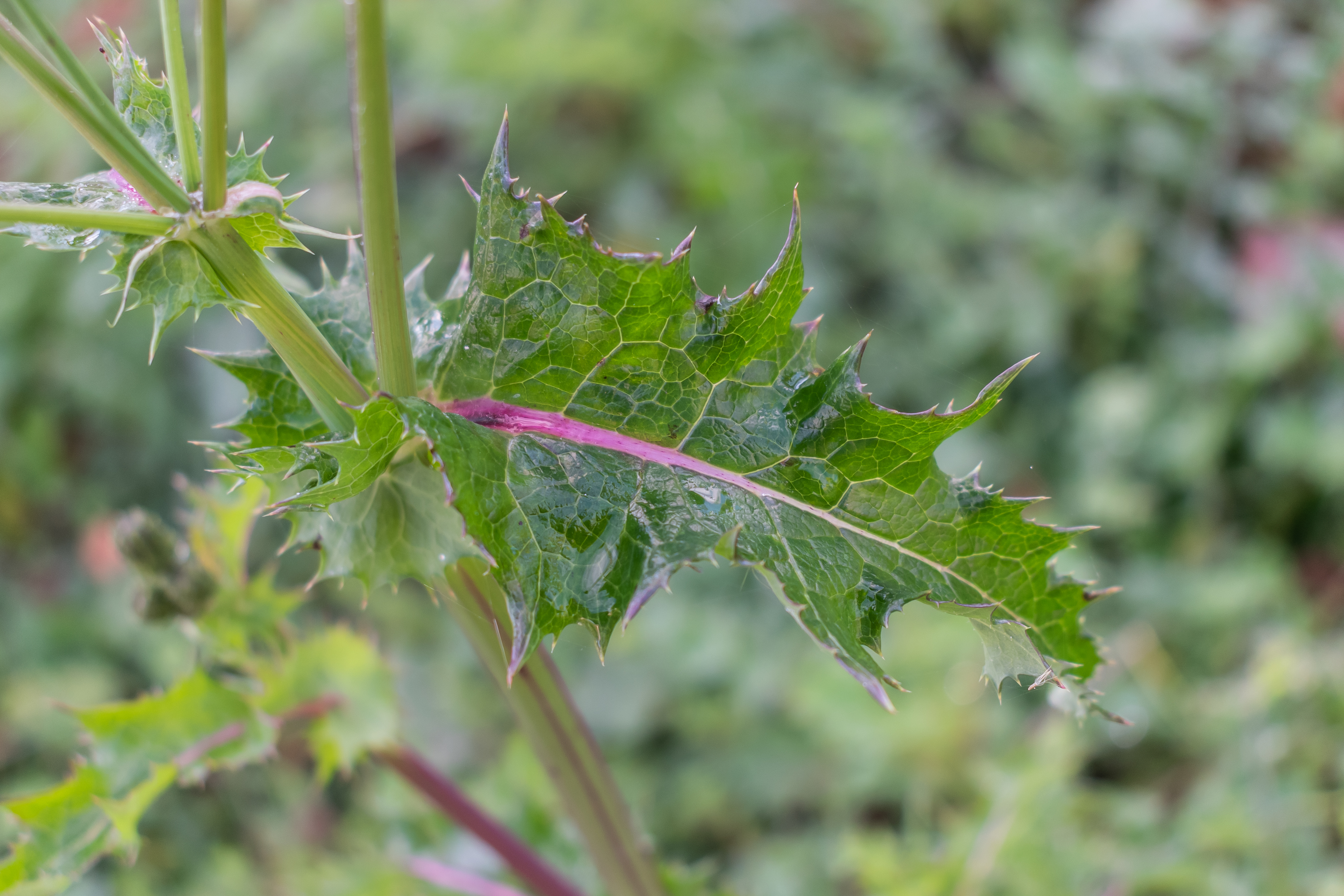
Feuille à bords épineux.
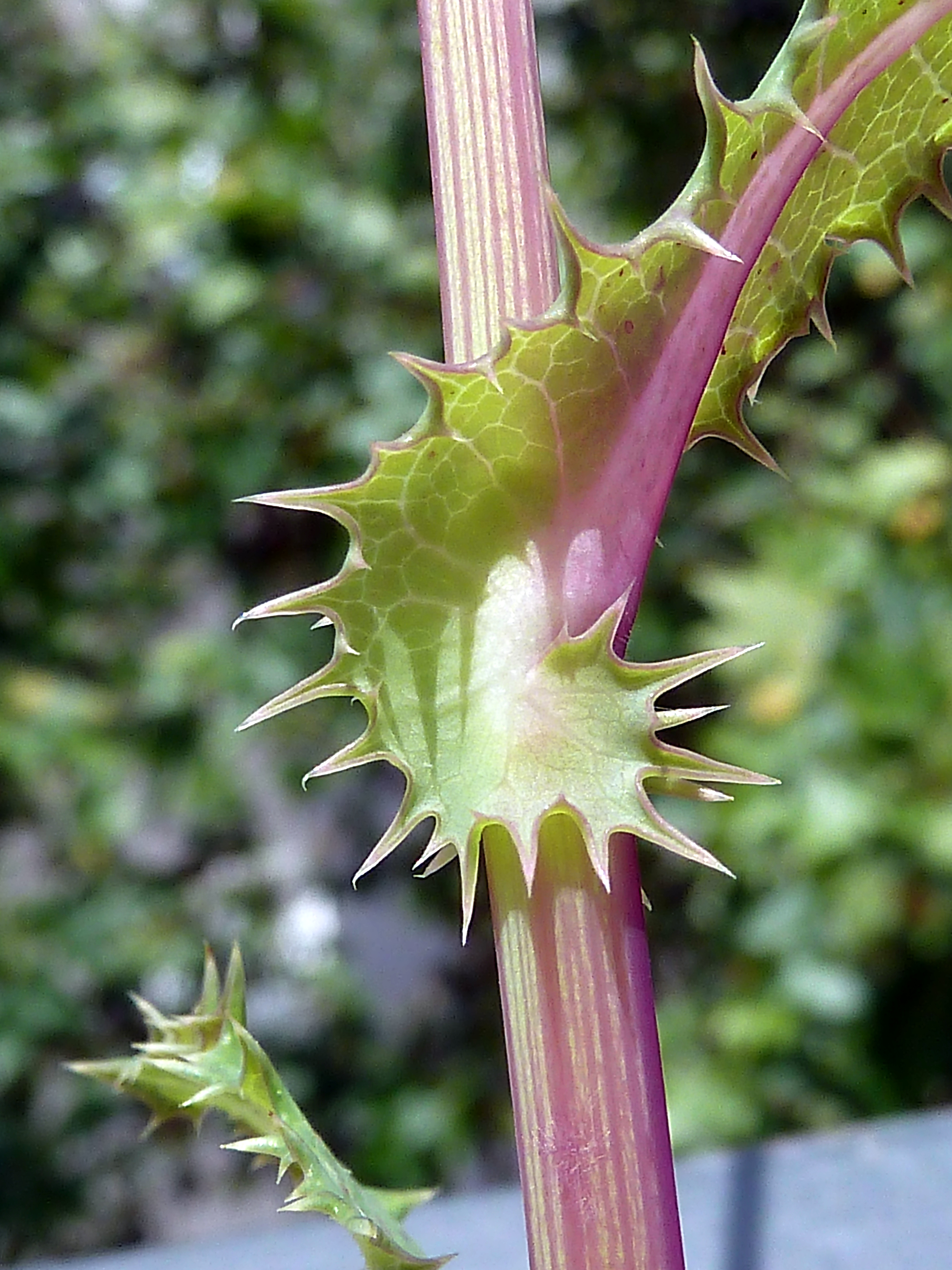
Oreillette large spiraloïde.
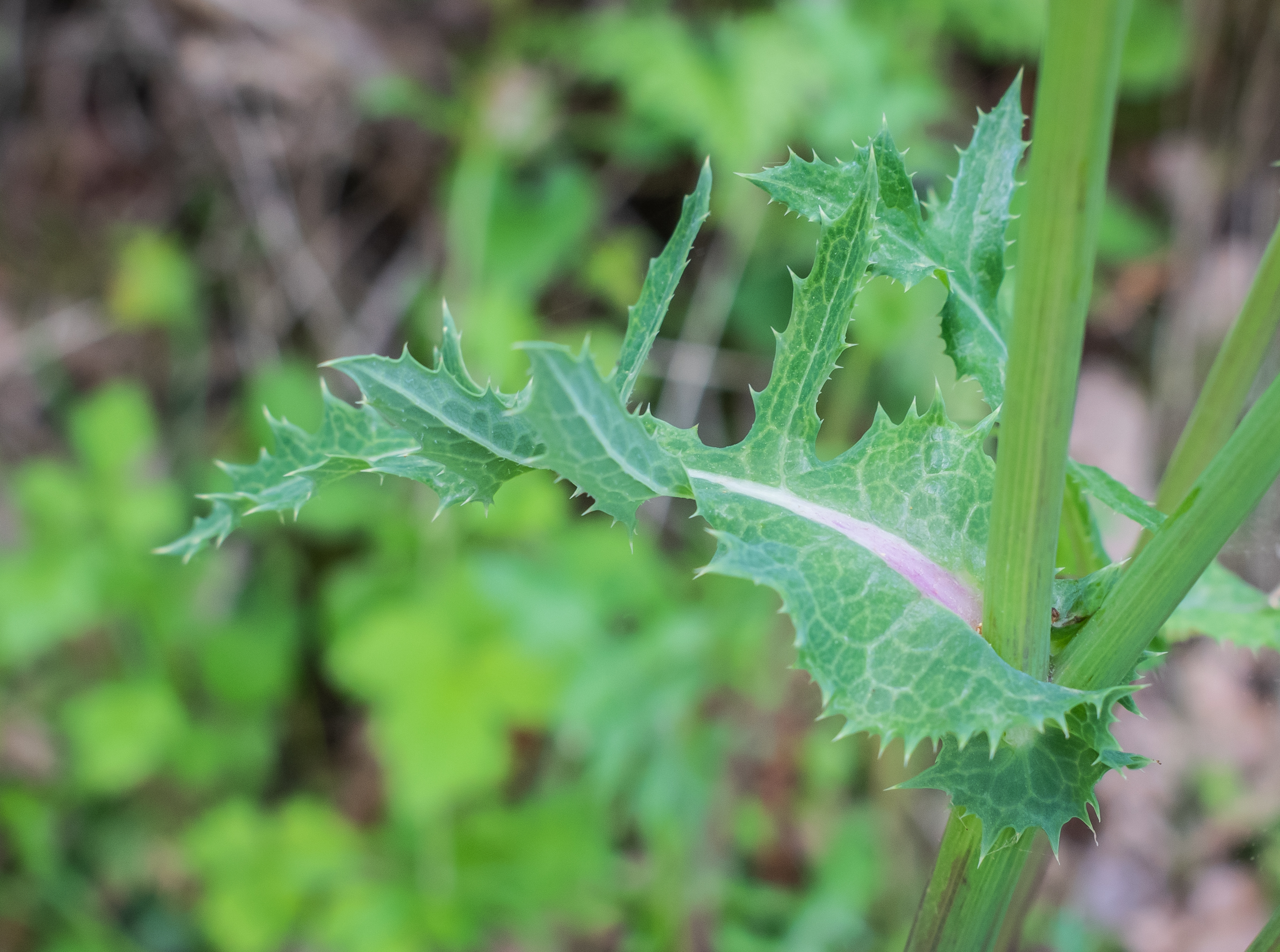
Feuille pennatipartite.
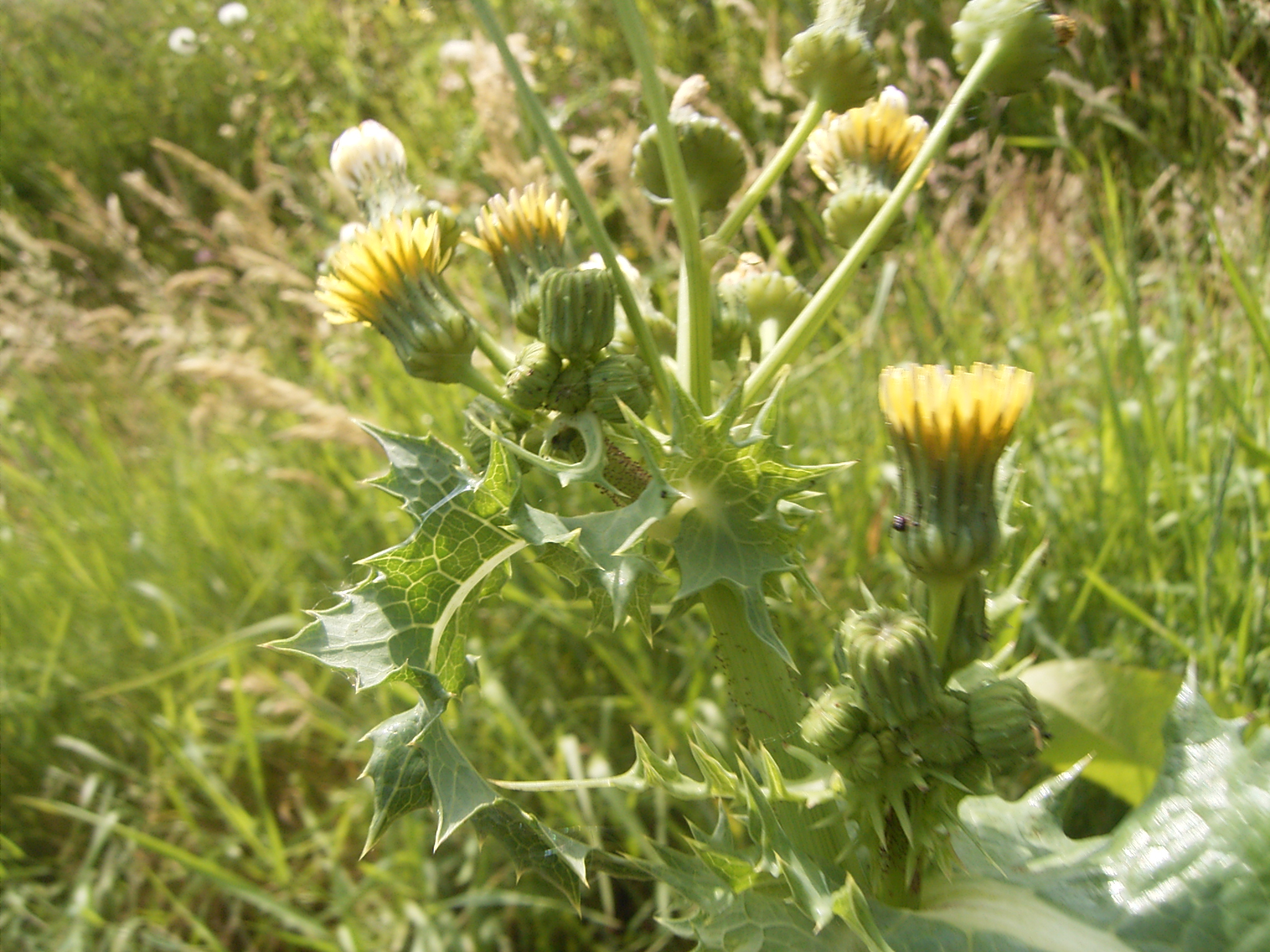
Capitules.
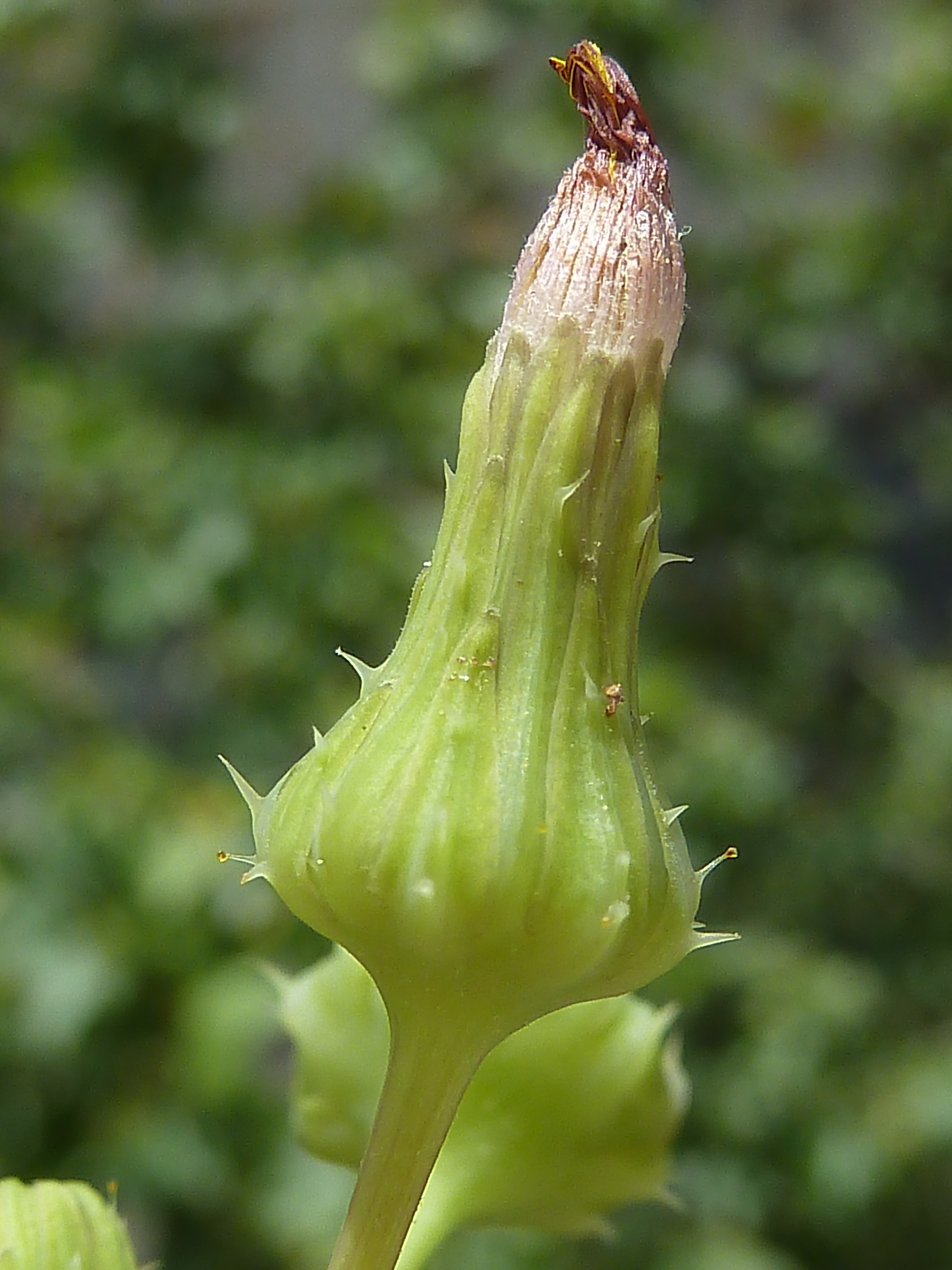
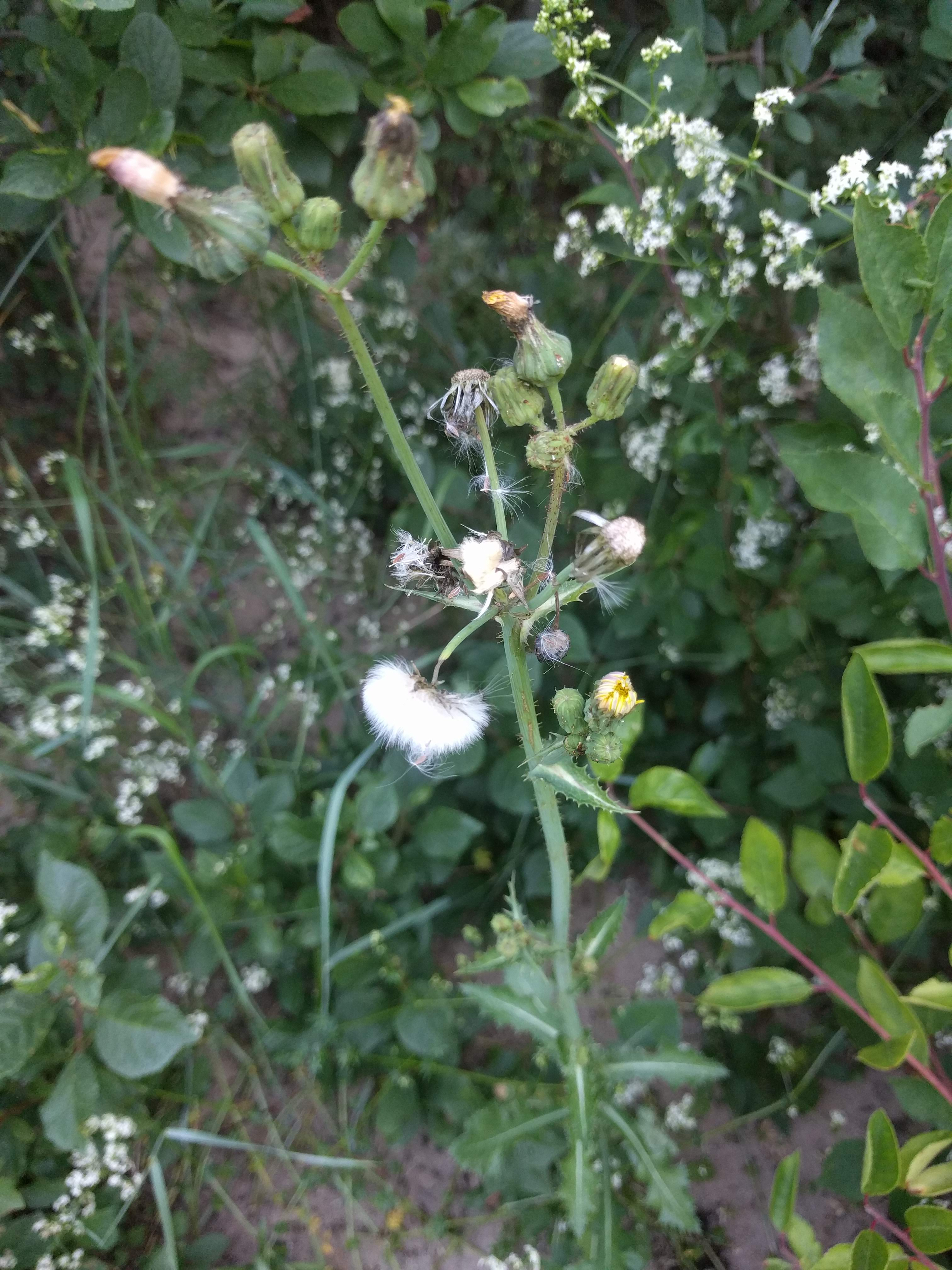
Fruits avec aigrette.
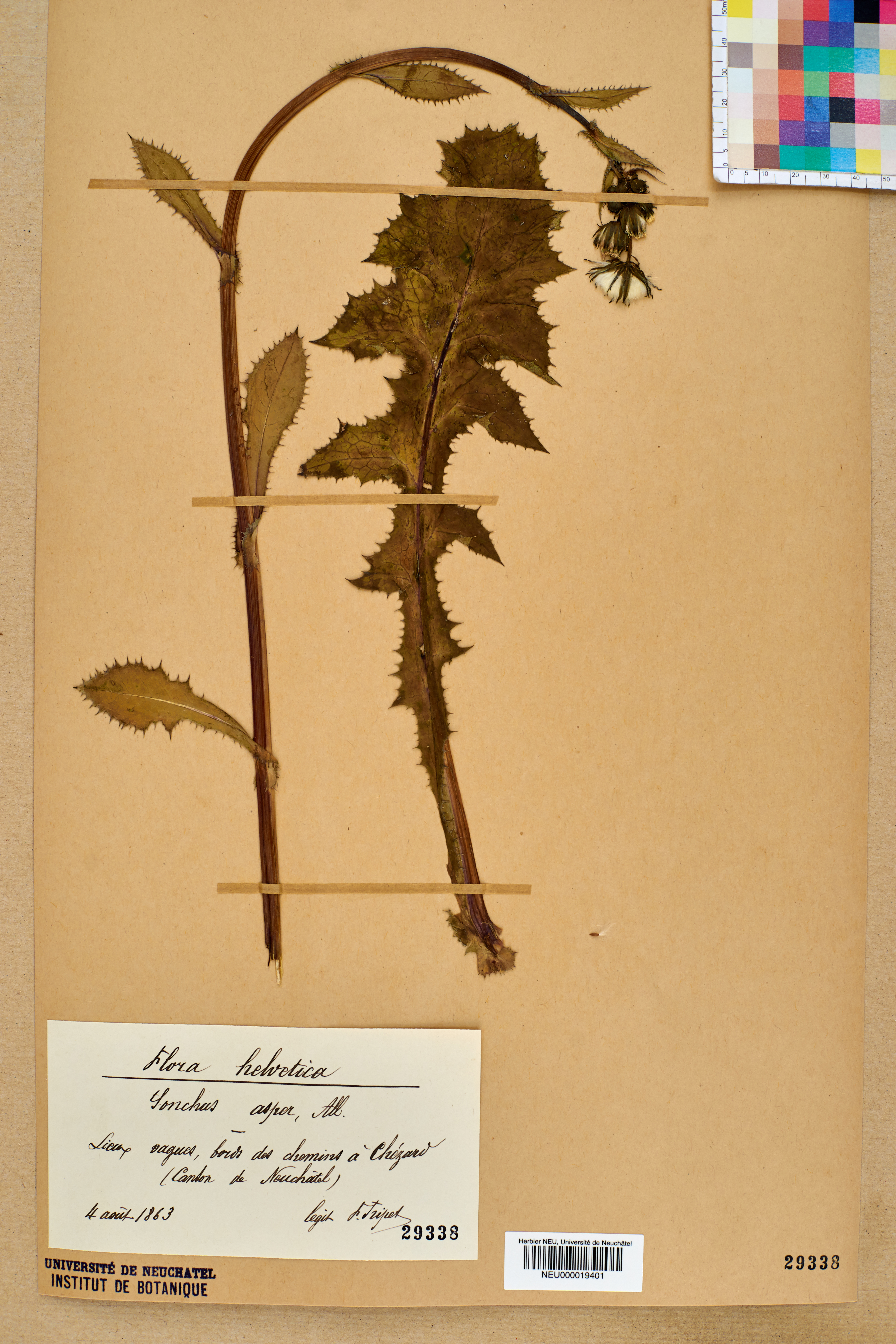

## Distribution et habitat
Sonchus asper est originaire  d’une vaste zone couvrant l’Europe, la Russie (sauf le Kamtchatka, Mt de la Kolyma), l’Asie centrale, le Moyen Orient (de la Méditerranée, au Pakistan), l’Himalaya, l’Afrique du Nord, Soudan, Éthiopie, Nigeria.
Il a été introduit en Amérique du Nord, centrale, une partie de l’Amérique du Sud, Afrique méridionale, Chine, Japon, Australie, Nouvelle-Zélande. C’est une espèce cosmopolite répandue sur presque toute la surface du globe.
L’espèce colonise les milieux anthropisés tels que les champs cultivés, les friches, les jardins etc..
À La Réunion, le laiteron rude est une espèce très commune. Elle est considérée comme une espèce adventice, une mauvaise herbe, car elle est présente dans toutes les cultures, notamment dans les cultures maraîchères. Sonchus asper est inscrit dans la liste des espèces envahissantes de La Réunion, niveau 3 sur 5. Le niveau 3 se définit comme un taxon exotique (ou cryptogène) envahissant se propageant uniquement dans les milieux régulièrement perturbés par les activités humaines (bords de route, cultures, pâturages...) avec une densité plus ou moins forte.
En France, il existe des populations résistantes aux triazines, base de nombreux herbicides

## Utilisations
Au premier siècle, l’encyclopédiste romain Pline décrit les soncos ainsi « la tige est longue d’une coudée, elle est anguleuse, creuse, mais quand on la brise, elle laisse écouler un lait blanc » (HN, XXII, 88). Il donne plusieurs usages de la plante médicinale, certaines en relation avec le latex blanc de la tige indiquant, par cette signature, qu’elle « procure une abondance de lait aux nourrices ».
À la Réunion, le laiteron épineux, connu sous le nom de Brède lastron ou de Lastron piquant, est utilisé dans la cuisine réunionnaise où il est consommé en brède.  